# یواس‌اس نانتاهالا (آی‌دی-۳۵۱۹)
یواس‌اس نانتاهالا (آی‌دی-۳۵۱۹) (به انگلیسی: USS Nantahala (ID-3519)) یک کشتی بود که طول آن ۴۲۷ فوت (۱۳۰ متر) بود. این کشتی در سال ۱۹۱۸ ساخته شد.